# Úmonín
Úmonín (en allemand : Aumonin) est une commune du district de Kutná Hora, dans la région de Bohême-Centrale, en République tchèque. Sa population s'élevait à 514 habitants en 2020.

## Géographie
Úmonín se trouve à 7 km au sud-est de Kutná Hora, à 9 km à l'ouest-sud-ouest de Čáslav et à 65 km à l'est-sud-est de Prague.
La commune est limitée par Křesetice au nord, par Kluky, Souňov et Třebonín à l'est, par Červené Janovice au sud, et par Opatovice I, Černíny et Malešov à l'ouest.

## Histoire
La première mention écrite de la localité date de 1289.

## Administration
La commune se compose de six quartiers :
- Úmonín
- Březová
- Hájek
- Korotice
- Lomec
- Lomeček

## Transports
Par la route, Úmonín se trouve à 9 km de Kutná Hora, à 12 km de Čáslav et à 88 km de Prague.